# Великие Ерчики
Вели́кие Е́рчики (укр. Великі Єрчики) — село, входит в Сквирский район Киевской области Украины.
Население по переписи 2001 года составляло 564 человека. Почтовый индекс — 09050. Телефонный код — 4568. Занимает площадь 2,976 км². Код КОАТУУ — 3224080901.

## Местный совет
09024, Київська обл., Сквирський р-н, с.Великі Єрчики, вул.Коноплястого,13